# Reichelsheim (Odenwald)
Reichelsheim (Odenwald) (odenwälderisch örtlich Reigels, in der Umgebung auch Reigelse) ist eine Gemeinde im südhessischen Odenwaldkreis.

## Geographie

### Geographische Lage
Reichelsheim liegt im mittleren Odenwald in 200 bis 538 Meter Höhe inmitten des Geo-Naturpark Bergstraße-Odenwald. Es grenzt im Norden an die Gemeinden Fränkisch-Crumbach, Brensbach und Brombachtal, im Osten an die Stadt Michelstadt und die Gemeinde Mossautal (alle im Odenwaldkreis), im Süden an die Gemeinde Fürth und im Westen an die Stadt Lindenfels (beide Landkreis Bergstraße). Durch den Ortsteil Reichelsheim verlaufen die Bundesstraßen 38 und 47 auf einer gemeinsamen Trasse.
Die Kerngemeinde (,Ortsteil) Reichelsheim besteht aus einem geschlossenen Dorf mit regelhaftem Grundriss und liegt am Mergbach im Granitgebiet des Odenwaldes bei getrennter doppelseitiger Tallage. Sie ist durch die 459 Hektar umfassende Gemarkung Reichelsheim (Odenwald) abgegrenzt. In der Gemarkung liegen die folgenden aktuellen bzw. historischen Wohnplätze:
- Fronhof[4]
- Herrnmühle[5]
- Schloss Reichenberg[6]
- Siedlung Tiergarten[7]

### Gemeindegliederung
Zur Gemeinde gehören neben dem Ort Reichelsheim die dreizehn Ortsteile Beerfurth (bestehend aus Kirch-Beerfurth und Pfaffen-Beerfurth), Bockenrod, Eberbach, Erzbach, Frohnhofen, Gersprenz, Gumpen (bestehend aus Groß-Gumpen und Ober-Klein-Gumpen), Klein-Gumpen, Laudenau, Ober-Kainsbach (mit den Weilern Hutzwiese, Spreng, Vierstöck und Wünschbach), Ober-Ostern, Rohrbach und Unter-Ostern.
Reichelsheim ist nach Heidenrod und Oberzent die hessische Gemeinde mit der zweitgrößten Zahl von Ortsteilen.

## Geschichte

### Frühgeschichte
Im Jahre 496 n. Chr. gelangte das Rhein-Main-Gebiet und damit auch der Odenwald unter fränkische Herrschaft. Das zentrale Odenwaldgebiet war von der römischen Besatzung nicht besiedelt worden. Nun begann für die vom Mittelrhein aus nachrückenden Bauernfamilien die Freigabe des Landes zur flächendeckenden Besiedlung. Die Rheinebene bis zur Bergstraße und der Raum nördlich, östlich und südlich vom Odenwald wurde mit fränkischen -heim-Siedlungen aufgesiedelt und in vier Gaue eingeteilt. Mit der Gründung des Klosters Lorsch im Jahr 764 n. Chr. häufen sich die urkundlichen Ersterwähnungen für die -heim-Orte, nach 780 n. Chr. ist keine Neugründung mit dieser Endung -heim mehr nachzuweisen. Wegen der Ortsnamenendung und dem St. Michaels-Patrozinium der Ortskirche zählt man Reichelsheim zu den alten Orten im Odenwald. Einhard wurde im Jahre 815 die Mark Michlinstat als Anerkennung für seine großen Verdienste als Vertrauter am Hofe Karls des Großen geschenkt. Den Hauptort Michelstadt erhielt er von Karls Sohn, Ludwig dem Frommen, als freies Eigentum. Einhard wiederum vermachte die Mark 819 für den Todesfall dem Kloster Lorsch, das damit mit den Waldmarken Heppenheim und Michelstadt einen Großteil des Odenwaldes in der Hand hielt. Das Kloster Lorsch hatte bereits im Jahre 773 die Mark Heppenheim durch eine Schenkung von Karl dem Großen erhalten und sorgte für die Binnenkolonisation. Die Verbindung zwischen Lorsch im Rheintal und Michelstadt im Mümlingtal war entlang der heute als Nibelungenstraße bezeichneten Route gegeben, die oberhalb der nassen sumpfigen Flusstäler gelegene Strecke, die von der strata montana abzweigte, wurde (zumindest bis zum Felsenmeer) abschnittsweise bereits in römischer Zeit genutzt. Das Gebiet von Reichelsheim war mit seiner Entfernung von gut 25 km von Lorsch und 17 km von Michelstadt jeweils in einer Tagesetappe erreichbar. Die Bedeutung der zentralen Lage des Reichelsheimer Gebiets wird durch ein Treffen von 38 Vertretern der Gaue auf dem Kahlberg im August 795 nach stetigen Grenz- und Gebietsstreitigkeiten deutlich. Hier an dem Wasserscheidepunkt im Odenwald mit Quellen der Zuflüsse zu Rhein, Main und Neckar waren auch die Grenzen von dreien der vier Odenwaldgaue.

### Mittelalter
Die Herren zu Erbach erscheinen urkundlich erstmals im Jahr 1148 mit Eberhard I. von Erbach, der um 1165 / 1170 im Lorscher Codex als Vogt über Gebiete im Odenwald erwähnt wird. Um 1200 erscheinen die Erbacher als Reichsdienstmannen und Besitzer des Gebiets um Reichelsheim, etwas später als Schenken der Kurfürsten von der Pfalz. Im 13. Jahrhundert teilen sie sich in die Linien Erbach-Erbach mit Konrad I. und Erbach-Reichenberg mit Eberhard III. auf. Unter den Söhnen Eberhards III. entstehen dann die Linien Erbach-Reichenberg und Erbach-Reichenberg-Michelstadt. Der Erbacher Schenk Johann I. († 1296) erbaute die Burg Reichenberg zwischen Mitte und Ende des 13. Jahrhunderts. Sein Vater Eberhard III. Schenk von Erbach († 1256) wird bereits 1251 als zu Reichenberg urkundlich erwähnt. Um den 8. Dezember 1307 wird die Burg Reichenberg erstmals als burg zu Richenburg urkundlich erwähnt. Im 11. und 12. Jahrhundert folgte auf die Blütezeit des Klosters Lorsch dessen Niedergang. Neue Mächte konkurrierten jetzt um die Herrschaft im Odenwald. Neben den bestehenden Einflussbereichen der im Süden und Westen benachbarten Gaugrafschaften Lobdengau und Oberrheingau, die sich im Wirken des Bistums Worms zeigten, und dem Erzbistum Mainz, dem das Klosters Lorsch ab 1232 unterstellt war, suchten die Kurpfalz mit den Erbachern und die Grafschaft Katzenelnbogen vertreten durch die Herren von Crumpach ihren Einfluss zu festigen. Als Reaktion auf die Festung von Reichelsheim errichten die Rodensteiner Mitte des 13. Jahrhunderts die Burg Rodenstein als Trutzburg gegen den Reichenberg. Die nun ständig bewohnte Burg musste von Reichelsheim als Dorf unter der Burg unterhalten werden, man siedelte Handwerker, Bauern und weitere Familien, auch der Burgbesatzung an, um die Versorgung sicherzustellen. Die Burg mit Reichelsheim bildeten den Mittelpunkt der Herrschaft Erbach-Reichenberg, die Zent Reichelsheim war im Gegensatz zu den umliegenden Zenten kein kirchlicher Besitz, sondern Reichsgut. Im Jahre 1303 wurde ein Streit zwischen Gerlach von Breuberg und den Schenken von Erbach über Güter zu Reichelsheim geschlichtet. Um 1312 verpachtete der Abt von Fulda seine Reichelsheimer Güter dem Eckehard von Frauenrode, Bürger zu Frankfurt, auf sieben Jahre. 1363 bewilligte Pfalzgraf Ruprecht II. Heinrich I. Schenk von Erbach ein Wittum für seine Ehefrau Anna auf dem Hof zu Reichelsheim, 1398 belehnte der Pfalzgraf Hans Schenk von Erbach mit der Hälfte von Reichelsheim.
Den Marktflecken Richoldsheim soll der fränkische Edeling Richold am Ende des 9. Jahrhunderts gegründet haben. Die älteste erhalten gebliebene urkundliche Erwähnung als Richelsheim datiert aus dem Jahr 1303. Weitere historisch belegte Namensformen sind (in Klammern das Jahr der Erwähnung) Richelsheim (1303), Richoltsheim (1307), Richolfsheim (um 1312), Rycholsheim (1321), Richoldesheim (1357), Richetzheim (1363) und Richelßheim (1443). Am 1. Januar 1975 wurde der Name der Gemeinde amtlich von Reichelsheim i. Odw. in Reichelsheim (Odenwald) geändert. Die Erbach-Reichenbacher hielten schon früh das Kirchenpatronat über die Kirche in der Dorfmitte (heute Michaelskirche), zu dem es den ersten schriftlichen Nachweis aus dem Jahre 1493 gibt. In der Grafschaft Erbach wurde ab 1539 die Reformation eingeführt.

### Neuzeit
Ab 1554 verfügte die Gemeinde über ein Zent- und Rathaus, es ist heute eines der ältesten Fachwerkhäuser im Odenwald. Im Erdgeschoss beherbergte es eine dreiseitig offene Markthalle, die später zugunsten von Schulsälen geschlossen wurde. Im Anbau entstanden Gefängniszellen, die noch heute zu besichtigen sind. Von 1953 bis 1976 beherbergte es die Gemeindeverwaltung und ist seit 1976 Regionalmuseum. Hier war der Sitz des Zentgerichts. Das Amt Reichenberg hatte bis 1551 den gleichen Umfang wie die Zent Reichelsheim. Mit dem Reichelsheimer Vertrag vom 12. Februar 1551 erwarb Erbach die breubergische Zent Oberkainsbach. Erbach ordnete nun die Orte der Zent Oberkainsbach (Ober-Kainsbach und Ober- und Unter-Gersprenz) dem Amt Reichenberg zu. Zur Zent zählte nahezu das gesamte heutige Gemeindegebiet (jedoch auch noch Winterkasten und Anteile von Nieder-Kainsbach, Brensbach, ohne das zum heidelbergischen Besitz gehörenden Pfaffen-Beerfurth). Bei der Teilung der Grafschaft 1718 gelangte das Amt Reichenberg in den Besitz des Familienzweigs der Grafen von Erbach-Erbach. Spätestens ab dem 16. Jahrhundert nahm das Amt Reichenberg durch den zunehmenden Erzbergbau eine überregionale Mittelpunktfunktion auch in wirtschaftlicher Sicht ein. Auf dem heutigen Rathausplatz wurden bereits im 16. Jahrhundert über die Grenzen hinaus bekannte Vieh- und Krammärkte abgehalten. Nach Auflösung des Amtes Erbach 1822 nahm die erstinstanzliche Rechtsprechung für Reichelsheim zunächst das Landgericht Michelstadt wahr, ab 1853 das Landgericht Fürth, ab 1879 das Amtsgericht Fürth. Zum 1. April 1904 erhielt Reichelsheim ein eigenes Amtsgericht. Dessen Dienstgebäude in der Bismarckstraße dient seit 1973 als Rathaus von Reichelsheim. Das Amtsgericht Reichelsheim wurde zum 1. Juli 1968 aufgelöst, dessen Gerichtsbezirk dem Amtsgericht Michelstadt zugeteilt.
Die Einwohnerzahl war bis zu Beginn des Dreißigjährigen Kriegs im Jahre 1618 auf etwa 160 angestiegen. Dieser Krieg bedeutete auch für die Reichelsheimer eine lange Schreckenszeit, in der die Bewohner immer wieder auf Schloss Reichenberg Schutz suchen mussten. Im fünften Kriegsjahr wurden bei einem Brand etwa zwei Drittel aller Häuser zerstört. Unter anderem verbrannten im Rathaus auch alle Urkunden aus früherer Zeit.

„Im dreissigjährigen Kriege war die Burg Reichenberg noch mit hohen Mauern umgeben, die jetzt verschwunden sind, und diente hierdurch und durch ihre feste Lage den Bewohnern der Umgegend zu einem sichern Zufluchtsorte.  Am 13. Juni 1622 ein Haufen Croaten, Franzosen und allerlei zusammen gelaufenes Gesindel von der Plünderung der Vorstadt von Erbach auch  hierher, und wollte den Einlass erzwingen. Da sie aber nichts auszurichten vermochten, zogen sie wieder ab, nachdem sie vorher Reichelsheim in Brand gesteckt hatten, wodurch sechzehn Gebäude ein Raub der Flammen wurden. Schon im vorhergehenden Jahre waren alle Flecken und Dörfer des Freiensteiner Amtes, des Amtes Michelstadt, Erbach, Reichenberg und Schönberg, ungeachtet der erhaltenen Schutzwache, von den Bayerischen Truppen unter dem Grafen Anhalt geplündert, und bei dieser Gelegenheit selbst die Kelche und Ornamente der Kirche zu Reichelsheim nicht verschont worden. Außerdem litten die Aemter Schönberg und Reichenberg in jener Zeit viel durch Lieferungen, die ihnen bei der Belagerung und nach Eroberung der beiden Pfälzischen Schlösser Lindenfels und Otzberg auferlegt wurden.“

Nach dem Kriegsende wuchs die durch die Kriegswirren, Pest, Hunger und Abwanderung stark geschrumpfte Bevölkerung wieder auf 120 Personen an, hauptsächlich durch Einwanderer aus der Schweiz.
Im Gedanken an die große Wasserflut von 1732 im Odenwald wird seit 1949 der Michelsmarkt als   Reichelsheimer Volksfest gefeiert. Im April 1744 wurde die erste Poststation in Reichelsheim eröffnet und der Zentgraf Georg Sebastian Willenbücher zum Kaiserlichen Posthalter bestellt. Mit Bestallungsurkunde von Thurn und Taxis vom 8. Dezember 1843 wurde der Ortseinnehmer Friedrich Volk zum Posthalter ernannt und am 1. Januar 1844 eine Brief- und Fahrpostexpedition in der Heidelberger Straße errichtet. Ab 1. Januar 1852 gab es in Reichelsheim erste Postwertzeichen (Briefmarken) von Thurn und Taxis mit der Währung Kreuzer und Gulden. Seit 1852 gab es eine regelmäßige Postkutsche, den Reichelsheim-Darmstädter Eilwagen. Am 27. November 1872 wurde der Spar- und Creditverein als eingetragene Genossenschaft gegründet und am 5. Januar 1873 in das Genossenschaftsregister beim Amtsgericht Fürth (Odenwald) eingetragen. Durch Namensänderungen und Fusionen ist die Volksbank in Reichelsheim heute eine Geschäftsstelle der Volksbank Odenwald in Michelstadt. In den siebziger Jahren des 19. Jahrhunderts wurde die erste Agentur der Spar- und Leihkasse Erbach (Sparkasse) in Reichelsheim eröffnet.
Im Jahr 1880 war in Reichelsheim ein Telegraphenapparat im Postamt vorhanden, über den 257 Telegramme aufgegeben und 333 Telegramme empfangen wurden (Erbacher Kreisblatt Nr. 10 vom 2. Februar 1881). Ab 13. November 1899 war Reichelsheim an das Telefonnetz mit einer öffentlichen Fernsprechstelle angeschlossen (Erbacher Kreisblatt Nr. 135 vom 18. November 1899). Reichelsheim war vom 10. Oktober 1887 bis August 1964 der Endpunkt der Gersprenztalbahn aus Reinheim. Zum letzten Mal fuhr ein Personenzug am 5. Mai 1963. Der Güterverkehr lief noch ein Jahr weiter. Am 30. September 1964 endete dann der Bahnbetrieb der Reinheim – Reichelsheimer  –Eisenbahn (RRE).
Ab 1893 wurde in Reichelsheim eine zentrale Trinkwasserversorgung geschaffen, die heute mit einem über 100 Kilometer langen Ringleitungsnetz alle Ortsteile und deren Wasserhochbehälter verbindet, wodurch Wasserengpässe nicht mehr aufkommen. Im selben Jahr entstand aus dem Georg-Albrecht-Teich am Fuß des Reichenbergs eine Badeanstalt,  die am 4. Juli 1927 als das erste Schwimmbad der Kerngemeinde eingeweiht wurde.
Im Jahr 1903 errichtete Helene Göttmann, geborene Gieselstein, (* 1849 in Barmen; † 5. Februar 1912 in Reichelsheim) am Flutgraben ein Kohlekraftwerk zur elektrischen Beleuchtung ihrer Heilanstalt. Schwester Helene pflegte in Reichelsheim Soldaten, die im deutsch-französischen Krieg von 1870/1871 verwundet worden waren. Die Männer lagen damals in dem im historischen Zent- und Rathaus Reichelsheims untergebrachten Heimatlazarett, das 1873 geschlossen worden war. Sie wurde mit der Führung der neu eingerichteten, ebenfalls im alten Rathaus untergebrachten Kleinkinderschule betraut. Am 2. November 1873 heiratete sie den Reichelsheimer Johann Philipp Göttmann, ein Blinder, der sein Augenlicht während seiner Teilnahme an dem amerikanischen Sezessionskrieg verloren hatte.  Da Helene Gieselstein, nunmehr verehelichte Göttmann, damit das für Diakonissen der damaligen Zeit obligatorische Gelübde der Ehelosigkeit gebrochen hatte, musste sie ihre Tätigkeit aufgeben. Zur Finanzierung des Familienunterhaltes entwickelte sie sich zur Geschäftsfrau, die unter anderem mit Holz, Düngemitteln, Stein- und Ziegelwaren sowie Braunkohle handelte und auch eine Backsteinbrennerei betrieb. 1897 gründete sie die Pension und Heilanstalt für Lungenkranke und Blutarme auf dem Gänsberg, in der sich die an Lungentuberkulose erkrankten Arbeiter, die in den umliegenden Bergwerken beschäftigt waren, erholen konnten. Mit der Inbetriebnahme des mit einem Lokomobil betriebenen Elektrizitätswerk im Jahre 1903 konnten sowohl die Bedürfnisse der Heilanstalt auf dem Gänsberg, z. B. dort die offerierten elektrischen Bäder, als auch die Gemeinde Reichelsheim mit Strom versorgt werden. Sie verpflichtete sich zur Abgabe elektrischer Energie an sämtliche Einwohner der Gemeinde an allen erschlossenen Straßen sowie zur Beleuchtung der Straßenlampen, die durch extra errichtete und von der Stadt unterhaltene Leitungen floss, die an Holzmasten oder schmiedeeisernen Dachständern befestigt waren. Ab 1910 hatte Reichelsheim eine elektrische Straßenbeleuchtung. Ihr Sohn und Erbe Philipp Karl August Göttmann führte die Heilstätte unter dem Namen Göttmann-Klinik bis in die erste Dekade des 21. Jahrhunderts. Das Elektrizitätswerk wurde im März 1913 an die Hessische Eisenbahn Aktien-Gesellschaft  (HEAG) in Darmstadt verkauft.
Einen Schulunterricht gab es nachweislich seit dem Jahre 1609, vor allem in kirchlichen Einrichtungen, mit der Einweihung der Reichenberg Schule 1953 bekam Reichelsheim das eigene Schulhaus nach nahezu 350 Jahren Schulgeschichte. Der Bau kostete 580.000 Mark, wovon die Hälfte des Betrages von der Gemeinde beigesteuert wurde. Am 12. September 1958 wurde die Turnhalle eingeweiht. Ab Ostern 1963 wurde die Volks- und Realschule in eine Mittelpunktschule umgewandelt. Ein Erweiterungsbau mit Musiksaal, einem zusätzlichen Klassensaal, neuer Verwaltung und Lehrerzimmer wurde 1996 eingeweiht.
Dem Ort wurde 1986 das Prädikat staatlich anerkannter Luftkurort verliehen. Dieses wurde jedoch 2011 wieder aberkannt. 1988 nahm das Land Hessen die Kerngemeinde in das Dorferneuerungsprogramm auf. So konnten mit finanzieller Unterstützung des Landes Pläne umgesetzt werden, beispielsweise die Umgestaltung der Bismarckstraße und des Rathausplatzes und die Neugestaltung der Freiflächen vor der Hofreite Dingeldein. Zahlreiche ortsbildprägende Gebäude wurden vorbildlich renoviert. Die Großgemeinde entstand aus der kommunalen Gebietsreform von 1970 bis 1972 durch Zusammenschluss Reichelsheims mit dreizehn Orten, sie ist kein künstliches Gebilde, sondern hat jahrhundertealte Vorläufer in der Zent Reichelsheim, im Amt Reichenberg sowie dem Reichelsheimer Kirchspiel. Im Jahre 1994 wurde die neu errichtete Reichenberghalle eingeweiht.

### Eingemeindungen 1971/72
Im Zuge der Gebietsreform in Hessen erfolgen auf freiwilliger Basis eine Reihe von Eingemeindungen.  Am 1. Februar 1971 wurden die bis dahin selbständigen Gemeinden Eberbach, Frohnhofen und Unter-Ostern eingegliedert. Am 1. Juli 1971 kam Laudenau, das bis dahin zum Landkreis Bergstraße gehörte, hinzu. Erzbach, Gumpen (am 1. Januar 1968 durch den Zusammenschluss von Ober-Gumpen und Ober-Klein-Gumpen entstanden), Klein-Gumpen, Ober-Ostern und Rohrbach folgten am 31. Dezember 1971. Mit der kraft Landesgesetz erfolgen Eingliederung von Beerfurth, das am 1. Dezember 1970 durch den Zusammenschluss der Vorläufergemeinden Kirch-Beerfurth und Pfaffen-Beerfurth entstanden war und am 1. Februar 1971 Bockenrod und Gersprenz aufnahm sowie Ober-Kainsbach wurde die Reihe der Eingemeindungen am 1. August 1972 abgeschlossen. Für alle nach Reichelsheim eingegliederten ehemaligen Gemeinden wurden Ortsbezirke gebildet.

### Verwaltungsgeschichte im Überblick
Die folgende Liste zeigt die Staaten und Verwaltungseinheiten, denen Reichelsheim angehört(e):
- vor 1718: Heiliges Römisches Reich, Grafschaft Erbach, Amt Reichenberg
- ab 1718: Heiliges Römisches Reich, Grafschaft Erbach-Erbach, Anteil an der Grafschaft Erbach, Amt Reichenberg
- ab 1806: Großherzogtum Hessen,[Anm. 2] Souveränitätslande, Fürstentum Starkenburg, Amt Reichenberg (Standesherrschaft Erbach)
- ab 1815: Großherzogtum Hessen[Anm. 3] (Souveränitätslande), Provinz Starkenburg, Amt Reichenberg
- ab 1822: Großherzogtum Hessen, Provinz Starkenburg, Landratsbezirk Erbach[Anm. 4]
- ab 1848: Großherzogtum Hessen, Regierungsbezirk Erbach
- ab 1852: Großherzogtum Hessen, Provinz Starkenburg, Kreis Lindenfels
- ab 1867: Großherzogtum Hessen, Provinz Starkenburg, Kreis Lindenfels
- ab 1871: Deutsches Reich,[Anm. 5] Großherzogtum Hessen, Provinz Starkenburg, Kreis Lindenfels
- ab 1874: Deutsches Reich, Großherzogtum Hessen, Provinz Starkenburg, Kreis Erbach
- ab 1918: Deutsches Reich, Volksstaat Hessen,[Anm. 6] Provinz Starkenburg, Kreis Erbach
- ab 1938: Deutsches Reich, Volksstaat Hessen, Landkreis Erbach[32][Anm. 7]
- ab 1945: Deutsches Reich, Amerikanische Besatzungszone,[Anm. 8] Groß-Hessen, Regierungsbezirk Darmstadt, Landkreis Erbach
- ab 1946: Deutsches Reich, Amerikanische Besatzungszone, Land Hessen, Regierungsbezirk Darmstadt, Landkreis Erbach
- ab 1949: Bundesrepublik Deutschland, Land Hessen, Regierungsbezirk Darmstadt, Landkreis Erbach
- ab 1972: Bundesrepublik Deutschland, Land Hessen, Odenwaldkreis

### Jüdisches Leben in Reichelsheim

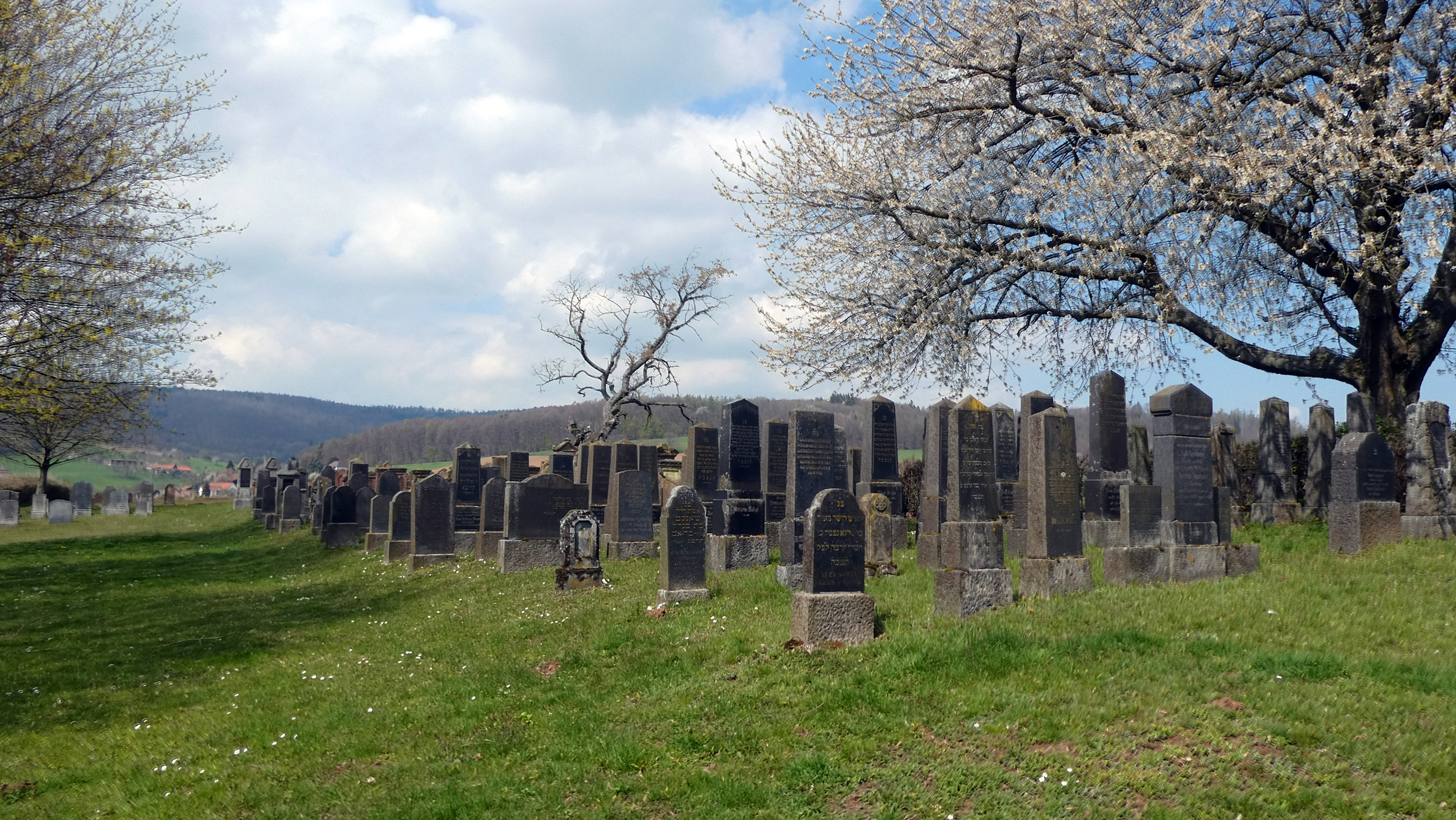
Jüdischer Friedhof Reichelsheim/Odw. (2021)

Die Geschichte der jüdischen Bevölkerung geht auf das 18. Jahrhundert zurück, nachdem Vorfahren einiger der Reichelsheimer Familien, insbesondere die Familie Joseph, aus Wien, von wo die Juden 1670 vertrieben worden waren, angesiedelt hatten und schnell in enge Geschäftsbeziehungen mit Christen traten. 1808 wurden zehn, 1861 249 jüdische Familien (17,5 % von insgesamt 1.419 Einwohnern) gezählt. Die Familien waren relativ wohlhabend, 1880 gab es unter den Haushaltsvorständen 29 Vieh- und Pferdehändler, zwei Fruchthändler sowie Makler, Kaufleute und Hausierer. Das Gebiet der Vieh- und Pferdehändler erstreckte sich von Reichelsheim über Waldmichelbach bis zum Neckar. Zu dieser Zeit gab es drei jüdische Metzger und seit 1847 die Matzenbäckerei W. Joseph, in der bis 1936 jährlich durchschnittlich 30.000 kg Mazzoth hergestellt wurden. Die Bäckerei war eine der bedeutendsten Deutschlands und mit zu den führendsten Süddeutschlands. Von 1828 bis 1850 bestand eine israelitische Elementarschule, sie wurde auf Wunsch der israelitischen Gemeinde mit der öffentlichen Volksschule verbunden. Zur Besorgung religiöser Aufgaben der Gemeinde war ein Lehrer angestellt, der zugleich als Vorbeter und Schochet tätig war. Der erste Elementarlehrer in Reichelsheim war 1841 Moritz Vogel aus Niedersaulheim, der damals 40 Kinder in der Gemeinde unterrichtete.

„Die hiesige israelitische Lehrer- und Vorbeterstelle ist bis zum 1. Januar 1899 zu besetzen, mit einem fixen Gehalt von 800 Mark, nebst 500- 600 Mark Nebeneinkünften bei freier Wohnung. Militärfrei Bedingung. Ausländer sind ausgeschlossen. Derjenige, welcher die Stelle erhält, bekommt Reisevergütung und muss ein jüdisches Seminar besucht haben.“

Die jüdische Gemeinde gehörte zum orthodoxen Bezirksrabbinat Darmstadt II. An Vereinen bestand der Israelitische Krankenverein (gegründet 1849 mit dem Ziel der Krankenunterstützung), der Zweite Bruderschaftsverein (gegründet 1850 zur Darlehensgewährung an Mitglieder) und der Israelitische Frauenverein (Krankenpflege und Unterstützung). Im Juli 1817 wurde in der Darmstädter Straße 3 eine Synagoge eingeweiht, 1856 wurden größere Reparaturarbeiten vorgenommen. Die in der Ausschreibung der Arbeit-Versteigerung die größte Position Schreinerarbeiten betraf, wurde möglicherweise die gesamte Inneneinrichtung verändert und die bis dahin vorhandenen Betständer durch Bankreihen ersetzt. 1904 wurde die Synagoge umfassend renoviert und das gesamte Innere der Synagoge neugestaltet sowie elektrisches Licht und eine neue Heizungsanlage eingerichtet. Die Synagoge hatte nach der Renovierung etwa 100 Sitzplätze. Die Wiedereinweihung der Synagoge war am 27. August 1904. Am 10. November 1938 wurde die Synagoge durch einen SS-Sturmtrupp aus Bensheim unter Anführung des Erbprinzen Georg-Ludwig zu Erbach-Schönberg von den Gebrüdern Riebel, SA-Mitglieder aus Reichelsheim, und örtlichen NSDAP-Mitgliedern sowie Arbeitsdienstführern vom Reichsarbeitsdienstlager in Reichelsheim, im Innern zerstört. Von der Inbrandsetzung der Synagoge selbst, die im rückwärtigen Teil eines außer ihr noch die jüdische Schule und die Lehrerwohnung enthaltenen Gebäudes untergebracht war, wurde abgesehen, da sie durch ihren engen Zusammenhang mit Reichelsheimer Wohnhäusern eine allgemeine Brandgefahr hervorgerufen hätte. Das Gebäude wurde 1939 bis auf die Grundmauern abgebrochen und neu als ein Verwaltungsgebäude aufgebaut. Das Gebäude mit den Mauern der ehemaligen Synagoge blieb zunächst – auch nach Klärung des Restitutionsverfahrens Anfang der 1950er-Jahre – im Besitz der Gemeinde Reichelsheim. Von 1949 bis 1954 war eine Zweigstelle der Sparkasse Erbach im Haus eingerichtet. Am 10. Dezember 1954 wurde die ehemalige Synagoge von der Gemeinde Reichelsheim an die Volksbank Reichelsheim verkauft, die das Gebäude zur Geschäftsstelle umbauen ließ. 1970 wurde in dem Gebäude ein Edeka-Lebensmittelmarkt, später ein Modegeschäft, eingerichtet.
Nach 1933 ist ein Teil der jüdischen Gemeindeglieder auf Grund der zunehmenden Entrechtung und der Repressalien weggezogen beziehungsweise ausgewandert. Insgesamt konnten aus Reichelsheim mindestens 49 Personen in die USA und sechs nach England emigrieren, einzelne auch in andere Länder. Die Judenkartei der Ortspolizeibehörde von Reichelsheim nennt zum 18. Dezember 1938 noch namentlich 78 jüdische Einwohner. Am 18. März 1942 wurden 12 jüdische Einwohner nach Darmstadt und dann am 25. März 1942 nach Piaski in Polen deportiert und ermordet. Die letzten sieben jüdischen Einwohner wurden am 19. Mai 1942 nach Darmstadt und von dort am 27. September 1942 nach Theresienstadt deportiert. An insgesamt 42 aus Reichelsheim deportierte und ermordete Personen erinnern seit Frühjahr 2011 Stolpersteine.
Bis zum Jahr 1857 wurden die Toten der jüdischen Gemeinde auf dem Friedhof von Michelstadt beigesetzt. Der 2516 m² große Jüdischer Friedhof wurde im Jahr 1857 eröffnet. In den Jahren 1875 und 1930 wurde er erweitert. Die letzte Beisetzung erfolgte im Jahr 1940. Im Jahr 1931 wurde der Friedhof, auf dem auch die Verstorbenen der Gemeinden Fränkisch-Crumbach und Pfaffen-Beerfurth bestattet wurden, zweimal geschändet.

## Bevölkerung

### Einwohnerstruktur 2011/2022
Nach den Erhebungen des Zensus 2011/Zensus 2022 lebten am Stichtag, dem 9. Mai 2011 / 15. Mai 2022, in Reichelsheim 8589/8225 Einwohner. Darunter waren 636/905 (7,4 % / 11,0 %) Ausländer, von denen 278/489 aus dem EU-Ausland, 311/319 aus anderen europäischen Ländern und 48/98 aus anderen Staaten kamen./ (Bis zum Jahr 2020 erhöhte sich die Ausländerquote auf 11,4 %.) Nach dem Lebensalter waren 1372/1202 Einwohner unter 18 Jahren, 3526/2828 zwischen 18 und 49, 1966/2156 zwischen 50 und 64 und 1733/2041 Einwohner waren älter./ Die Einwohner lebten in 3612/2287 Haushalten. Davon waren 1059/? Singlehaushalte, 1046/1058 Paare ohne Kinder und 1141/944 Paare mit Kindern, sowie 288/285 Alleinerziehende und 80/? Wohngemeinschaften./ In 724/380 Haushalten lebten ausschließlich Senioren und in 2422/1436 Haushaltungen leben keine Senioren./

### Einwohnerentwicklung
| Reichelsheim: Einwohnerzahlen von 1829 bis 2022 | Reichelsheim: Einwohnerzahlen von 1829 bis 2022 | Reichelsheim: Einwohnerzahlen von 1829 bis 2022 | Reichelsheim: Einwohnerzahlen von 1829 bis 2022 | Reichelsheim: Einwohnerzahlen von 1829 bis 2022 |
| --- | ----------------------------------------------- | ----------------------------------------------- | ----------------------------------------------- | ----------------------------------------------- |
| Jahr |                                                 |                                                 |                                                 | Einwohner                                       |
| 1829 | 1829                                            |                                                 | 1.240                                           | 1.240                                           |
| 1834 | 1834                                            |                                                 | 761                                             | 761                                             |
| 1840 | 1840                                            |                                                 | 835                                             | 835                                             |
| 1846 | 1846                                            |                                                 | 820                                             | 820                                             |
| 1852 | 1852                                            |                                                 | 825                                             | 825                                             |
| 1858 | 1858                                            |                                                 | 770                                             | 770                                             |
| 1864 | 1864                                            |                                                 | 796                                             | 796                                             |
| 1871 | 1871                                            |                                                 | 730                                             | 730                                             |
| 1875 | 1875                                            |                                                 | 765                                             | 765                                             |
| 1885 | 1885                                            |                                                 | 726                                             | 726                                             |
| 1895 | 1895                                            |                                                 | 708                                             | 708                                             |
| 1905 | 1905                                            |                                                 | 680                                             | 680                                             |
| 1910 | 1910                                            |                                                 | 701                                             | 701                                             |
| 1925 | 1925                                            |                                                 | 703                                             | 703                                             |
| 1939 | 1939                                            |                                                 | 694                                             | 694                                             |
| 1946 | 1946                                            |                                                 | 1.024                                           | 1.024                                           |
| 1950 | 1950                                            |                                                 | 1.009                                           | 1.009                                           |
| 1956 | 1956                                            |                                                 | 1.043                                           | 1.043                                           |
| 1961 | 1961                                            |                                                 | 1.008                                           | 1.008                                           |
| 1967 | 1967                                            |                                                 | 1.030                                           | 1.030                                           |
| 1970 | 1970                                            |                                                 | 3.133                                           | 3.133                                           |
| 1973 | 1973                                            |                                                 | 7.066                                           | 7.066                                           |
| 1975 | 1975                                            |                                                 | 7.087                                           | 7.087                                           |
| 1980 | 1980                                            |                                                 | 7.386                                           | 7.386                                           |
| 1985 | 1985                                            |                                                 | 7.604                                           | 7.604                                           |
| 1990 | 1990                                            |                                                 | 8.223                                           | 8.223                                           |
| 1995 | 1995                                            |                                                 | 9.026                                           | 9.026                                           |
| 2000 | 2000                                            |                                                 | 9.125                                           | 9.125                                           |
| 2005 | 2005                                            |                                                 | 9.083                                           | 9.083                                           |
| 2010 | 2010                                            |                                                 | 8.723                                           | 8.723                                           |
| 2011 | 2011                                            |                                                 | 8.589                                           | 8.589                                           |
| 2015 | 2015                                            |                                                 | 8.540                                           | 8.540                                           |
| 2020 | 2020                                            |                                                 | 8.471                                           | 8.471                                           |
| 2022 | 2022                                            |                                                 | 8.555                                           | 8.555                                           |
| Datenquelle: Historisches Gemeindeverzeichnis für Hessen: Die Bevölkerung der Gemeinden 1834 bis 1967. Wiesbaden: Hessisches Statistisches Landesamt, 1968. Weitere Quellen: LAGIS; Hessisches Statistisches Informationssystem; Zensus 2011; Zensus 2022 Nach 1970 einschließlich der im Zuge der Gebietsreform in Hessen eingegliederten Orte. |                                                 |                                                 |                                                 |                                                 |

### Historische Religionszugehörigkeit
| • 1961: | 2143 evangelische (= 84,0 %), 344 katholische (= 13,5 %) Einwohner                            |
| • 1987: | 5641 evangelische (= 74,1 %), 1113 katholische (= 14,6 %), 855 sonstige (= 11,2 %) Einwohner  |
| • 2011: | 4994 evangelische (= 58,0 %), 1245 katholische (= 14,9 %), 2320 sonstige (= 27,1 %) Einwohner |
| • 2022: | 3976 evangelische (= 48,3 %), 1173 katholische (= 14,3 %), 3077 sonstige (= 37,4 %) Einwohner |

## Politik

### Gemeindevertretung
Die Kommunalwahl am 14. März 2021 lieferte folgendes Ergebnis, in Vergleich gesetzt zu früheren Kommunalwahlen:
| Sitzverteilung in der Gemeindevertretung 2021Insgesamt 31 Sitze - SPD: 12 - FDP: 1 - CDU-RWG: 18 | Parteien und Wählergemeinschaften | Parteien und Wählergemeinschaften                                                | % 2021 | Sitze 2021 | % 2016 | Sitze 2016 | % 2011 | Sitze 2011 | % 2006 | Sitze 2006 | % 2001 | Sitze 2001 |
| Sitzverteilung in der Gemeindevertretung 2021Insgesamt 31 Sitze - SPD: 12 - FDP: 1 - CDU-RWG: 18 | CDU-RWG                           | Christlich Demokratische Union Deutschlands – Reichelsheimer Wähler-Gemeinschaft | 59,0   | 18         | 59,3   | 18         | 51,4   | 16         | 41,1   | 13         | —      | —          |
| Sitzverteilung in der Gemeindevertretung 2021Insgesamt 31 Sitze - SPD: 12 - FDP: 1 - CDU-RWG: 18 | SPD                               | Sozialdemokratische Partei Deutschlands                                          | 37,6   | 12         | 40,7   | 13         | 42,8   | 13         | 45,8   | 14         | 45,8   | 14         |
| Sitzverteilung in der Gemeindevertretung 2021Insgesamt 31 Sitze - SPD: 12 - FDP: 1 - CDU-RWG: 18 | FDP                               | Freie Demokratische Partei                                                       | 3,4    | 1          | —      | —          | 5,9    | 2          | 7,5    | 2          | 4,6    | 1          |
| Sitzverteilung in der Gemeindevertretung 2021Insgesamt 31 Sitze - SPD: 12 - FDP: 1 - CDU-RWG: 18 | GRÜNE                             | Bündnis 90/Die Grünen                                                            | —      | —          | —      | —          | —      | —          | 5,6    | 2          | 6,4    | 2          |
| Sitzverteilung in der Gemeindevertretung 2021Insgesamt 31 Sitze - SPD: 12 - FDP: 1 - CDU-RWG: 18 | CDU                               | Christlich Demokratische Union Deutschlands                                      | —      | —          | —      | —          | —      | —          | —      | —          | 24,4   | 8          |
| Sitzverteilung in der Gemeindevertretung 2021Insgesamt 31 Sitze - SPD: 12 - FDP: 1 - CDU-RWG: 18 | RWG                               | Reichelsheimer Wähler-Gemeinschaft                                               | —      | —          | —      | —          | —      | —          | —      | —          | 18,8   | 6          |
| Sitzverteilung in der Gemeindevertretung 2021Insgesamt 31 Sitze - SPD: 12 - FDP: 1 - CDU-RWG: 18 | Gesamt                            | Gesamt                                                                           | 100,0  | 31         | 100,0  | 31         | 100,0  | 31         | 100,0  | 31         | 100,0  | 31         |
| Sitzverteilung in der Gemeindevertretung 2021Insgesamt 31 Sitze - SPD: 12 - FDP: 1 - CDU-RWG: 18 | Wahlbeteiligung in %              | Wahlbeteiligung in %                                                             | 53,6   | 53,6       | 53,9   | 53,9       | 53,8   | 53,8       | 55,2   | 55,2       | 62,0   | 62,0       |

### Bürgermeister
Nach der hessischen Kommunalverfassung wird der Bürgermeister für eine sechsjährige Amtszeit gewählt, seit dem Jahr 1993 in einer Direktwahl, und ist Vorsitzender des Gemeindevorstands, dem in der Gemeinde Reichelsheim neben dem Bürgermeister ehrenamtlich ein Erster Beigeordneter und sieben weitere Beigeordnete angehören. Bürgermeister ist seit dem 21. Dezember 2008 Stefan Lopinsky (RWG). Er wurde als Nachfolger von Gerd Lode (SPD), der nach drei Amtszeiten nicht wieder kandidiert hatte, am 31. August 2008 in einer Stichwahl bei 63,3 Prozent Wahlbeteiligung mit 61,2 Prozent der Stimmen gewählt. Es folgten zwei Wiederwahlen, zuletzt im November 2020.
Amtszeiten der Bürgermeister
- 2008–2026 Stefan Lopinsky (RWG)[53]
- 1990–2008: Gerd Lode (SPD)
- 1960–1990: Helmut Born (RWG)

### Ortsbeiräte
Für Ortsteile Beerfurth, Bockenrod, Eberbach, Gersprenz, Gumpen, Klein-Gumpen, Laudenau, Ober-Kainsbach, Ober-Ostern, Rohrbach und Unter-Ostern besteht je ein Ortsbezirke mit Ortsbeirat und Ortsvorsteher, nach Maßgabe der §§ 81 und 82 HGO und des Kommunalwahlgesetzes in der jeweils gültigen Fassung gebildet. Die Ortsbezirke sind durch das Gebiet der ehemaligen Gemeinden abgegrenzt und bestehen für den Ortsbezirk Beefurth aus sieben und für die übrigen Ortsbezirke aus fünf Mitgliedern. Für Details siehe die jeweiligen Ortsartikel.

### Wappen
Blasonierung: „Auf goldenem Boden in Rot unter drei nebeneinander stehenden sechsstrahligen Sternen drei goldene Eichbäume, dazwischen zwei goldene Eichenschößlinge.“
Dieses Bild stammt aus dem Gerichtssiegel des 17. Jahrhunderts, das 1914 wieder aufgefunden worden ist. Die Sterne verweisen auf die Landesherrschaft der Grafen von Erbach, die Bäume sollten wohl die Lage des Dorfs im Odenwald versinnbildlichen. 1923 wurde das Wappen vom hessischen Innenminister in der von Hupp empfohlenen Tingierung verliehen.

### Städtepartnerschaften
Reichelsheim besitzt Partnerschaftsverträge seit 1994 mit dem französischen Dol-de-Bretagne Cherrueix, seit 2009 mit dem ungarischen Nagymányok und dem polnischen Jablonka.

## Kultur und Sehenswürdigkeiten

### Märchen- und Sagentage
Seit 1995 finden jährlich am letzten Wochenende im Oktober die Reichelsheimer Märchen- und Sagentage mit Verleihung des Wildweibchenpreises statt. Viele mittelalterliche Aufbauten und Bekleidungen sind zu sehen.

### Regionalmuseum
Untergebracht im ehemaligen Rathaus von 1554, Deutschlands ältestem Fachwerk-Rathaus mit der Mannform als Verstrebungsfigur. Ausstellungsschwerpunkte sind der Bergbau, typische Handwerke wie Lebkuchenbäckerei, Gäulchesmacher (Holzschnitzer für Pferde), Schindler und Schuhmacher sowie das frühere Dorfschulwesen; auch die ehemalige Reinheim-Reichelsheimer Eisenbahn („Odenwälder Lieschen“) wird thematisiert: Die Ausstellung von über 800 Bahnpostwagen und Lokomotiven des In- und Auslands vornehmlich im Maßstab H0 wurde im Jahr 2015 neu gestaltet. Im Haus der Vereine ist die Unterabteilung 'Familienarchiv Reichelsheim im Odenwald' untergebracht, welche sich mit Ahnenforschung und den Familiären Strukturen im Ort und dem gesamten Odenwald beschäftigt.
Für Details zum Bergbau, siehe: Liste von Bergwerken im Odenwald.

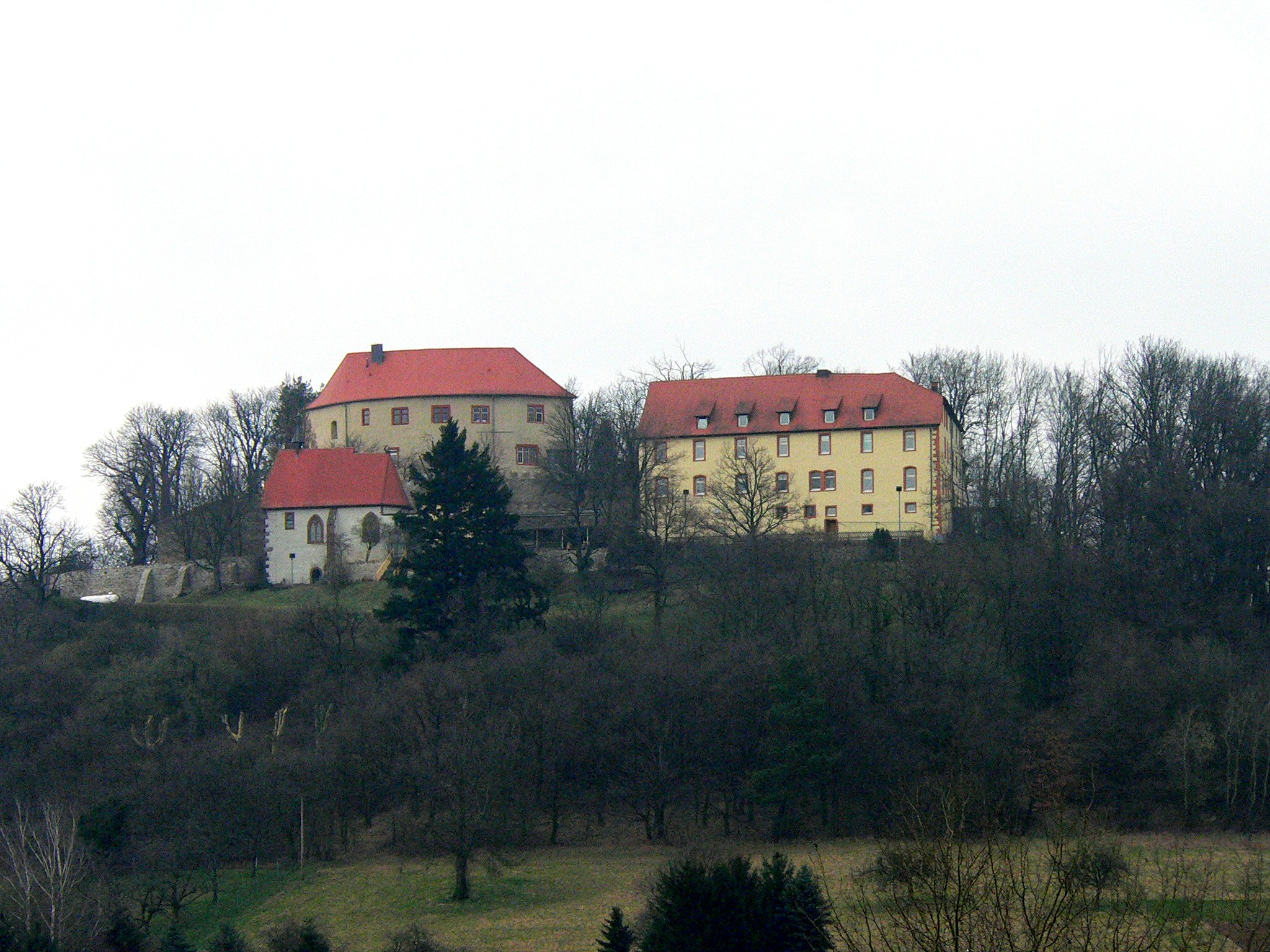
Schloss Reichenberg

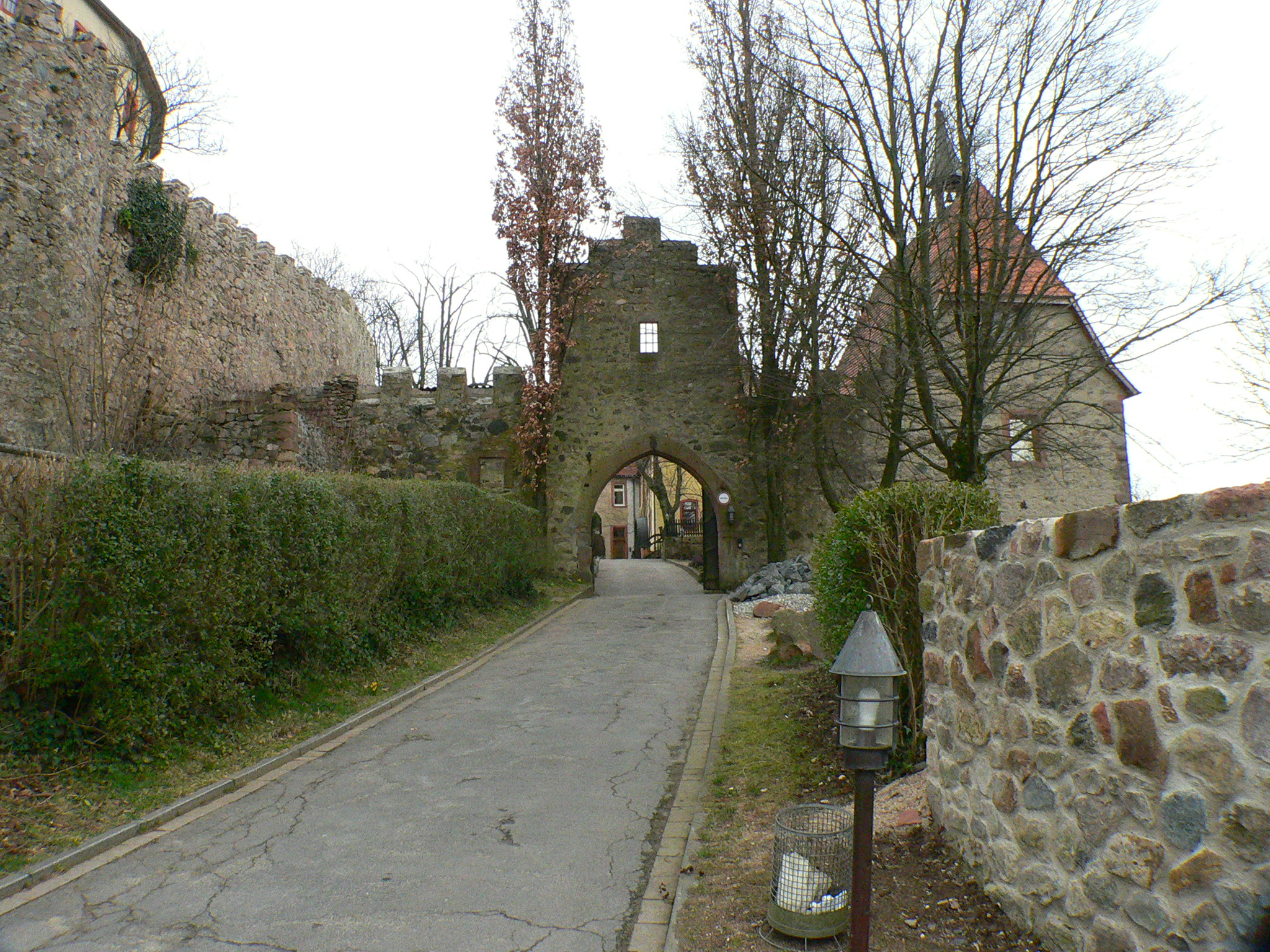
Schloss Reichenberg Eingang

### Schloss Reichenberg
Das heutige Schloss Reichenberg entstand als Burg Richenburg im 13. Jahrhundert, erstmals urkundlich erwähnt im Jahre 1307. Bemerkenswert ist das Herrenhaus (Palas). Der Palas wurde wegen seines gekrümmten Grundrisses der Krumme Bau genannt.
Hier wurde am 14. Februar 1776 der spätere Naturforscher Christian Gottfried Daniel Nees von Esenbeck geboren. Er war Freund Goethes, Mitbegründer der Universität Bonn und des Botanischen Gartens Bonn, 40 Jahre lang Präsident der Leopoldina und Direktor des Botanischen Gartens in Breslau, wo er am 16. März 1858 verstarb.
Bis zur Mitte des 19. Jahrhunderts war die Burg in wechselndem adligen Besitz. Von 1876 bis 1924 wurde die nun Schloss Reichenberg genannte Anlage als Privatschule für Knaben der gehobenen Stände genutzt. Danach übernahm die Familie Siefert vom Frohnhof das Schloss. Sie verkaufte 1963 einige Gebäude als Ferienheim an die Deutsche Bundespost.
Im Juli 1979 kaufte die ökumenische Kommunität Offensive Junger Christen (OJC) das Schloss Reichenberg. Sie baute es zu einer (öffentlich zugänglichen) internationalen Begegnungs- und Tagungsstätte mit Schlosscafé um. Der obere ältere Teil des Schlosses, der sogenannte Krumme Bau, wird zurzeit renoviert.

### Kulturdenkmäler
Siehe Liste der Kulturdenkmäler in Reichelsheim

### Natur und Schutzgebiete

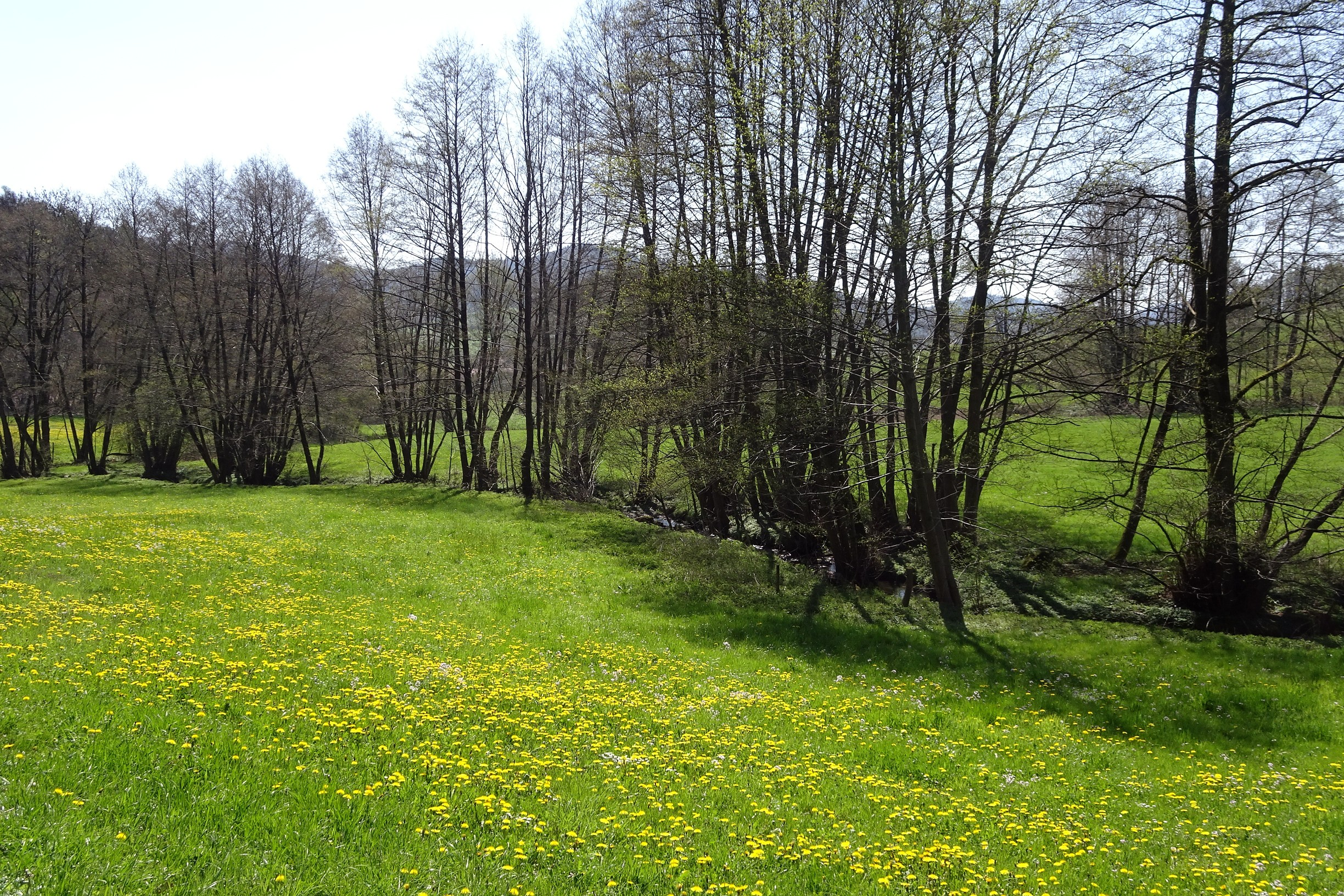
Mergbach zwischen Gumpen und Gesäß (2021)

Reichelsheim liegt am Mergbach, dem Hauptquellfluss der Gersprenz. Der Verlauf des Mergbachs und Osterbachs mit einigen Zuflüssen ist Teil des Natura2000-Schutzgebiets „Oberläufe der Gersprenz“ (FFH-Gebiet DE 6319-302).
In der Gemarkung Laudenau gehört ein Teil des Waldes zum ausgedehnten Natura2000-Gebiet „Buchenwälder des Vorderen Odenwaldes“ (FFH-Gebiet 6218-302). In der Gemarkung Erzbach befindet sich das Naturschutzgebiet „Stollwiese bei Erzbach“.

## Wirtschaft und Infrastruktur
Die beiden Weltkriege bedeuteten für Reichelsheim große Verluste an Menschenleben. Nach 1945 siedelten sich hier Firmen an, die Arbeitsplätze für mehr als 1.000 Personen schufen. Leistungsfähige Mittelstandsbetriebe, Möbelfabrik, Sägewerk, Lederwarenfabrik sowie Hoch- und Tiefbauunternehmen, trugen zur Weiterentwicklung des Ortes bei. Fast 500 Flüchtlinge aus den ehemaligen Ostgebieten fanden in Reichelsheim eine neue Heimat. Im Jahre 2019 gab es in Reichelsheim 403 gewerbliche Unternehmen (mit einem Jahresumsatz von über 17.500 €) mit 2.320 Beschäftigten, darunter 91 Auszubildende. Größtes Unternehmen war 2022 eine Betriebsstätte des Weinheimer Unternehmens Freudenberg – Sealing Technologies Dichtungstechnik und Elektromobilität, gefolgt von der Firma Jäger Direkt – Jäger Fischer GmbH & Co. KG mit einem Umsatz von 77 Millionen Euro und 270 Mitarbeitern. Jäger Direkt stellt elektrotechnische Produkte und Systeme her und versendet diese zusammen mit Produkten anderer Firmen. Bei dem drittgrößten Unternehmen handelt es sich um die Firma Muegge GmbH mit einem Umsatz von 46 Millionen Euro Umsatz und 77 Mitarbeitern für die Entwicklung und Fertigung von Mikrowellen- und Plasmasystemen im industriellen Anwendungsbereich.
2020 standen 408 Einpendler 2.449 Auspendlern gegenüber. Im Jahre 2020 wurden 7.086 Gäste und 22.406 Gästeübernachtungen in 389 Fremdenbetten erfasst.
Die Industrie- und Handelskammer Darmstadt Rhein Main Neckar zeichnete Reichelsheim 2014 als erste Kommune im Odenwaldkreis mit dem Prädikat Ausgezeichneter Wohnort für Fach- und Führungskräfte aus. Mit der Herrnmühle befindet sich in Reichelsheim auch das älteste Unternehmen im IHK-Bezirk. Im Jahre 1513 wurde die Mühle als herrschaftliche Mühle erbaut, daher leitet sich der Namen Herrnmühle ab. Am 25. März 1867 hat Herr Adam Feick nach 12-jähriger Pachtzeit die Mühle aus dem Besitz des Erbacher Grafenhauses erworben. Der Mühle angeschlossen war ein Sägewerk und eine Bäckerei. 1911 wurden zwei Wasserräder ausgebaut und durch eine Francis-Schachtturbine ersetzt. 1924 wurde wegen Sommertrockenheit ein 12-PS-Einzylinder-Modag-Mitteldruck-Dieselmotor zur Ergänzung der Wasserkraft eingebaut. Durch die Kontingentierung der Vermahlungsmenge kam (Höchstmenge und Kundenkreis wurden gesetzlich eingeschränkt) Müllerfamilie Feick 1934 zum Entschluss, den landwirtschaftlichen Betrieb zu vergrößern. In den 1950er Jahren war die Ertragskraft der Mühle rückläufig, weil die Überkapazität der immer größer werdenden Industriemühlen auf den Markt drückte. Die Herrnmühle begann mit dem dritten Standbein neben der Landwirtschaft mit dem Handel von Futtermittel und Saatgut. 1989 wurde der landwirtschaftliche Betrieb auf Pensionspferdehaltung umgestellt. In diesem Jahr ist der Düngemittelverkauf von Säcken auf lose Ware umgestellt worden. Eine 30 t Fahrzeugwaage wurde eingebaut, um Dünger und Getreide lose umzuschlagen und ein Mühlenladen eröffnet. Eine moderne, elektronisch gesteuerte Getreideannahme wurde 1993 mit dreißig Silozellen zur Erhöhung der Lagerkapazität erbaut, das Mehl wurde nun aus hygienischen Gründen pneumatisch befördert, eckige Holzrohre durch runde Metallrohre ersetzt. Die frei gewordene Lagerflächen konnten für die Erweiterung der Abteilungen Hunde- und Katzennahrung sowie für den Gartenbedarf genutzt werden. Die beiden defektenTurbinen von 1911 und 1964 wurden 1996 gegen eine neue Ossberger-Turbine mit 16 kW Leistung ausgetauscht. Zehn Mitarbeiter verarbeiten Roggen, Weizen, Spelz (Dinkel), Triticale, Hafer, Gerste, Mais, Leinsamen, Hirse und Buchweizen.

### Verkehr
Durch die Bundesstraßen 47 (Nibelungenstraße zwischen Michelstadt und Worms) und 38 (zwischen Roßdorf bei Darmstadt und Weinheim/Mannheim), die gemeinsam durch Reichelsheim führen, ist die Gemeinde an das Verkehrsnetz angeschlossen. Die Bahnstrecke Reinheim–Reichelsheim ist abgebaut. Busverbindungen nach Bensheim, Fürth i. Odw., Reinheim und Michelstadt schaffen Anschluss ans öffentliche Schienennetz (Bahnstrecke Frankfurt am Main–Heidelberg, Weschnitztalbahn und Odenwaldbahn).

### Behörden
In Reichelsheim befindet sich ein Polizeiposten, der zur Polizeistation Erbach/Odenwald gehört.

## Söhne und Töchter der Gemeinde
- Karl Christian Schweickart (auch Schweikart, Schweickert oder Schweikert) (1769–1839), hessischer Gutsbesitzer und Abgeordneter der 2. Kammer der Landstände des Großherzogtums Hessen
- Christian Gottfried Daniel Nees von Esenbeck (1776–1858), Botaniker und Naturphilosoph
- Johann Peter Arras (1870–1939), Landtagsabgeordneter und Bürgermeister von Ober-Ostern
- Carl Geist (1870–1931), deutscher Landschaftsmaler
- Heinz Kitz (1907–1971), hessischer Politiker (CDU) und ehemaliger Abgeordneter des Hessischen Landtags
- Otto Dingeldein (1915–1981), Flottillenadmiral der Bundesmarine
- Anne Pfeifer (* 1987), Künstlerin, Teil des Künstlerduos „Pfeifer & Kreutzer“